# فرانشيسكو لورنزو
فرانشيسكو لورنزو (بالإنجليزية: Francisco Lorenzo)‏ مواليد 27 أكتوبر 1971 في جمهورية الدومينيكان، هو ملاكم محترف دومينيكي يصنف ضمن فئة وزن الوسط.

## المسيرة الاحترافية
من نزالاته:
- خسر أمام إسرائيل هكتور بيريز (20-07-2013).

## إحصائيات
خاض خلال مسيرته 54 نزالا، فاز في 39 ولم يتعادل وخسر في 14. فاز بالضربة القاضية في 17 نزالا.

## روابط خارجية
- فرانشيسكو لورنزو على موقع بوكس ريك (الإنجليزية) (registration required)